# توم توجندهات
توماس جورج جون توجندهات (بالإنجليزية: Tom Tugendhat)‏ (من مواليد 27 يونيو 1973) سياسي بريطاني. عضو في حزب المحافظين ويشغل منصب وزير الدولة للأمن منذ سبتمبر 2022. شغل سابقًا منصب رئيس لجنة الشؤون الخارجية من 2017 إلى 2022. يشغل توجندهات عضوًا في البرلمان منذ عام 2015.